# Lista de vencedores do Prémio FIFA Ferenc Puskás

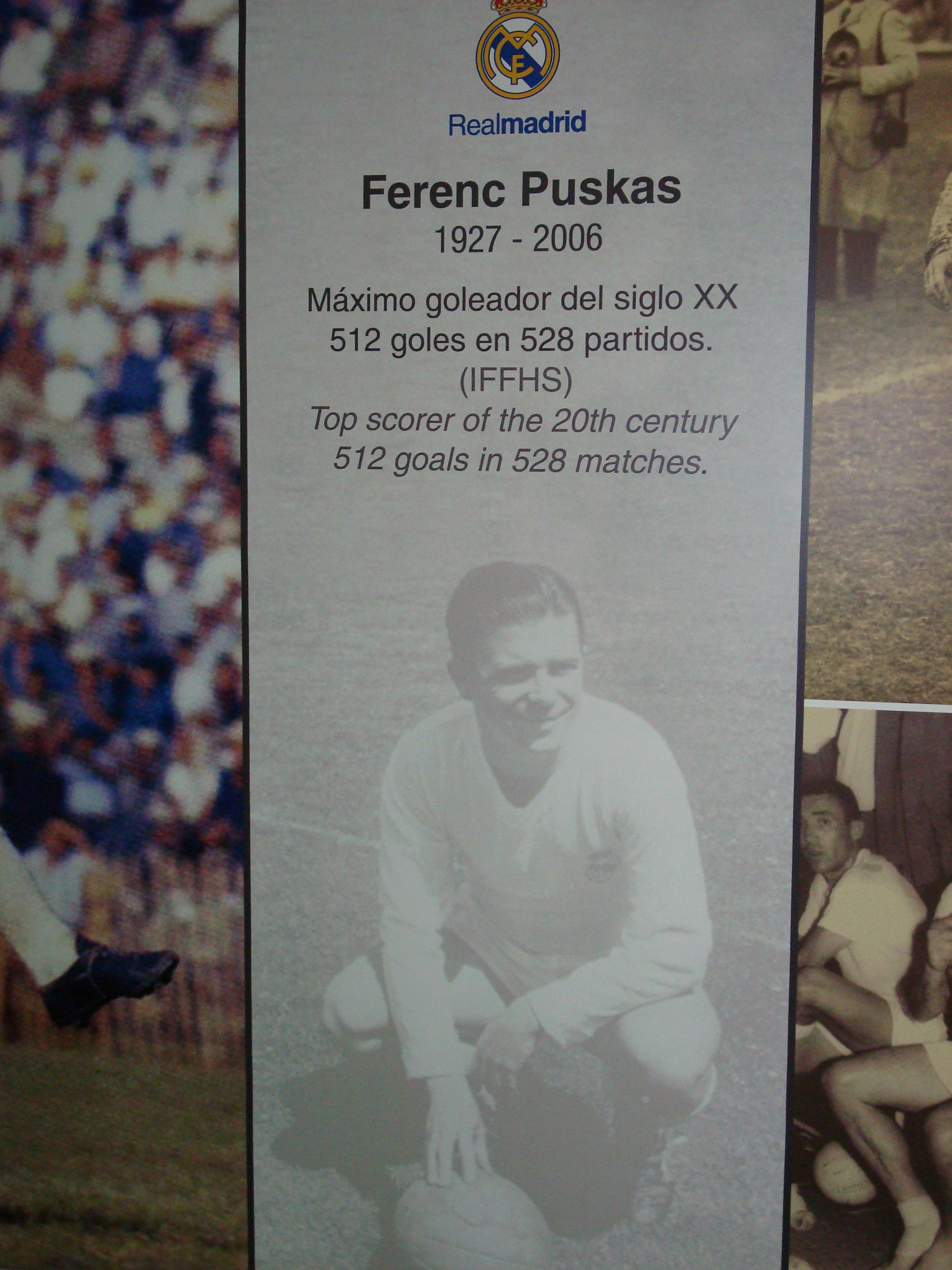
Painel do Real Madrid em homenagem a Puskás. Em português: O Maior goleador do Século XX; 512 gols em 528 partidas (IFFHS)

O Prémio FIFA Ferenc Puskás é um prémio criado em 20 de outubro de 2009 pelo presidente da FIFA, Joseph Blatter, em homenagem ao futebolista Ferenc Puskás, para premiar o futebolista que marcou o golo mais bonito do ano.
Ferenc Puskás foi um futebolista da Seleção Húngara e do Real Madrid sendo considerado um dos melhores futebolistas, tendo marcado 84 golos em 85 internacionalizações.
O primeiro vencedor foi o português Cristiano Ronaldo, em 2009, na época do Manchester United e o último foi o húngaro Dániel Zsóri em 2019, na época de Fehérvár Football Club.

## Vencedores
| Ano  | Jogador            | Clube/Seleção Nacional | Jogo                         | Competição                              | Resultado | Resultado Final | % votos | Vídeo |
| ---- | ------------------ | ---------------------- | ---------------------------- | --------------------------------------- | --------- | --------------- | ------- | ----- |
| 2009 | Cristiano Ronaldo  | Manchester United      | Porto vs Manchester United   | Liga dos Campeões da UEFA de 2008–09    | 0–1       | 0–1             | 17.68 % |       |
| 2010 | Hamit Altıntop     | Turquia                | Cazaquistão vs Turquia       | Qual. para Campeonato Europeu 2012      | 0–2       | 0–3             | 40.55 % |       |
| 2011 | Neymar             | Santos                 | Santos vs Flamengo           | Campeonato Brasileiro de 2011           | 3–0       | 4–5             | N/A     |       |
| 2012 | Miroslav Stoch     | Fenerbahçe             | Fenerbahçe vs Gençlerbirliği | Campeonato Turco                        | 1–0       | 6–1             | 78 %    |       |
| 2013 | Zlatan Ibrahimović | Suécia                 | Suécia vs Inglaterra         | Amistoso                                | 4–2       | 4–2             | 48.7 %  |       |
| 2014 | James Rodríguez    | Colômbia               | Colômbia vs Uruguai          | Copa do Mundo FIFA de 2014              | 1-0       | 2–0             | 42 %    |       |
| 2015 | Wendell Lira       | Goianésia              | Atlético-GO vs Goianésia     | Campeonato Goiano de 2015               | 0–1       | 1–2             | 46.7 %  |       |
| 2016 | Mohd Faiz Subri    | Penang                 | Penang vs Pahang             | SuperLiga da Malásia de 2016            | 3-0       | 4-0             | 59.5 %  |       |
| 2017 | Olivier Giroud     | Arsenal                | Arsenal vs Crystal Palace    | Premier League de 2016-17               | 1-0       | 1-0             | 36.2 %  |       |
| 2018 | Mohamed Salah      | Liverpool              | Liverpool vs Everton         | Premier League de 2017-18               | 1-1       | 1-1             | 38%     |       |
| 2019 | Dániel Zsóri       | Debreceni              | Debreceni vs Ferencváros     | Campeonato Húngaro de 2018-19           | 2-1       | 2-1             | N/A     |       |
| 2020 | Son Heung-min      | Tottenham              | Tottenham vs Burnley         | Premier League de 2019–20               | 3-0       | 5-0             | N/A     |       |
| 2021 | Erik Lamela        | Tottenham              | Tottenham vs Arsenal         | Premier League de 2020–21               | 1-0       | 1-2             | N/A     |       |
| 2022 | Marcin Oleksy      | Warta Poznań           | Warta Poznań vs Stal Rzeszów | Campeonato Polonês de Amputados 2022    | 1-0       | 1-0             | N/A     |       |
| 2023 | Guilherme Madruga  | Botafogo-SP            | Botafogo vs Novorizontino    | Campeonato Brasileiro de 2023 - Série B | 1-0       | 1-0             | N/A     |       |
| 2024 | Alejandro Garnacho | Manchester United      | Everton vs Manchester United | Premier League de 2023–24               | 0-1       | 0-3             | N/A     |       |

## Candidatos

### 2009[13]
| Posição | Jogador           | Nacionalidade | Time              | Oponente         | Resultado | Competição                                       | % votos |
| ------- | ----------------- | ------------- | ----------------- | ---------------- | --------- | ------------------------------------------------ | ------- |
| 1º      | Cristiano Ronaldo | Portugal      | Manchester United | Porto            | 1–0       | Quartas de Final da Liga dos Campeões de 2008–09 | 17.68%  |
| 2º      | Andrés Iniesta    | Espanha       | Barcelona         | Chelsea          | 1–1       | Semifinal da Liga dos Campeões de 2008–09        | 15.64%  |
| 3º      | Grafite           | Brasil        | VfL Wolfsburg     | Bayern Munich    | 5–1       | Bundesliga de 2008–09                            | 13.39%  |
| 4º      | Eliran Atar       | Israel        | Bnei Yehuda       | Maccabi Netanya  | 1–1       | Campeonato Israelense de 2008–09                 | 13.36%  |
| 5°      | Fernando Torres   | Espanha       | Liverpool         | Blackburn Rovers | 4–0       | Premier League de 2008–09                        | 9.44%   |
| 6°      | Nilmar            | Brasil        | Internacional     | Corinthians      | 1–0       | Campeonato Brasileiro de 2009                    | 8.71%   |
| 7       | Michael Essien    | Gana          | Chelsea           | Barcelona        | 1–1       | Semifinal da Liga dos Campeões de 2008–09        | 7.85%   |
| 8º      | Luis Ángel Landín | México        | Cruz Azul         | Morelia          | 1–1       | Campeonato Mexicano de 2009                      | 7.30%   |
| 9°      | Emmanuel Adebayor | Togo          | Arsenal           | Villarreal       | 1–1       | Quartas de Final da Liga dos Campeões de 2008–09 | 4.04%   |
| 10º     | Katlego Mphela    | África do Sul | África do Sul     | Espanha          | 2–3       | 3° lugar da Copa das Confederações de 2009       | 2.59%   |

### 2010[14]
| Posição     | Jogador                  | Nacionalidade    | Time              | Oponente        | Resultado | Competição                                                | % votos |
| ----------- | ------------------------ | ---------------- | ----------------- | --------------- | --------- | --------------------------------------------------------- | ------- |
| 1°          | Hamit Altıntop           | Turquia          | Turquia           | Cazaquistão     | 0–2       | Qualificações para o Campeonato Europeu de 2012 — Grupo A | 40.55%  |
| 2º          | Linus Hallenius          | Suécia           | Hammarby          | Syrianska       | 2–0       | Campeonato Sueco de 2010                                  | 13.23%  |
| 3°          | Matty Burrows            | Irlanda do Norte | Glentoran         | Portadown       | 1–0       | Campeonato Norte-Irlandês de 2010                         | 10.61%  |
| Sem posição | Giovanni van Bronckhorst | Países Baixos    | Países Baixos     | Uruguai         | 1–0       | Meia final da Copa do Mundo de 2010                       | N/A     |
| Sem posição | Lionel Messi             | Argentina        | Barcelona         | Valencia        | 3–0       | Campeonato Espanhol de 2009-10                            | N/A     |
| Sem posição | Samir Nasri              | França           | Arsenal           | Porto           | 5–0       | Eliminatórias da Liga dos Campeões de 2009–10             | N/A     |
| Sem posição | Neymar                   | Brasil           | Santos            | Santo André     | 2–1       | Campeonato Paulista de 2010                               | N/A     |
| Sem posição | Arjen Robben             | Países Baixos    | FC Bayern München | Schalke 04      | 1–0       | Meia final da Copa da Alemanha                            | N/A     |
| Sem posição | Siphiwe Tshabalala       | África do Sul    | África do Sul     | México          | 1–1       | Fase de grupos da Copa do Mundo de 2010                   | N/A     |
| Sem posição | Kumi Yokoyama            | Japão            | Japão             | Coreia do Norte | 2–1       | Meia final da Copa do Mundo Feminino Sub-17 de 2010       | N/A     |

### 2011[15]
| Posição     | Jogador             | Nacionalidade  | Time               | Oponente        | Resultado | Competição                                       | % votos |
| ----------- | ------------------- | -------------- | ------------------ | --------------- | --------- | ------------------------------------------------ | ------- |
| 1°          | Neymar              | Brasil         | Santos             | Flamengo        | 4–5       | Campeonato Brasileiro de 2011                    | N/A     |
| Sem posição | Lionel Messi        | Argentina      | Barcelona          | Arsenal         | 3–1       | Fase final da Liga dos Campeões de 2010–11       | N/A     |
| Sem posição | Wayne Rooney        | Inglaterra     | Manchester United  | Manchester City | 2–1       | Premier League de 2010–11                        | N/A     |
| Sem posição | Benjamin De Ceulaer | Bélgica        | Lokeren            | Club Brugge     | 1–2       | Campeonato Belga de 2011–12                      | N/A     |
| Sem posição | Giovani dos Santos  | México         | México             | Estados Unidos  | 4–2       | Fase final da Copa Ouro da CONCACAF de 2011      | N/A     |
| Sem posição | Julio Gómez         | México         | México             | Alemanha        | 3–2       | Meia final do Campeonato Mundial Sub-17 de 2011  | N/A     |
| Sem posição | Zlatan Ibrahimović  | Suécia         | Milan              | Lecce           | 1–1       | Serie A de 2010–11                               | N/A     |
| Sem posição | Lisandro López      | Argentina      | Arsenal de Sarandí | Olimpo          | 2–2       | Campeonato Argentino de 2011–12                  | N/A     |
| Sem posição | Heather O'Reilly    | Estados Unidos | Estados Unidos     | Colômbia        | 3–0       | Fase de grupos da Copa do Mundo Feminino de 2011 | N/A     |
| Sem posição | Dejan Stanković     | Sérvia         | Inter Milan        | Schalke 04      | 2–5       | Quartas de final da Liga dos Campeões de 2010–11 | N/A     |

### 2012
| Posição     | Jogador                | Nacionalidade | Time                | Oponente         | Resultado | Competição                               | % votos |
| ----------- | ---------------------- | ------------- | ------------------- | ---------------- | --------- | ---------------------------------------- | ------- |
| 1º          | Miroslav Stoch         | Eslováquia    | Fenerbahçe          | Gençlerbirliği   | 6–1       | Campeonato Turco de 2011–12              | 78%     |
| 2º          | Radamel Falcao         | Colômbia      | Atlético Madrid     | América de Cali  | 2–1       | Amistoso                                 | 15%     |
| 3º          | Neymar                 | Brasil        | Santos              | Internacional    | 3–1       | Copa Libertadores de 2012                | 7%      |
| Sem posição | Emmanuel Agyemang-Badu | Gana          | Gana                | Guiné            | 1–1       | Copa Africana das Nações de 2012         | N/A     |
| Sem posição | Hatem Ben Arfa         | França        | Newcastle United    | Blackburn Rovers | 2–1       | Copa Inglesa de 2011–12                  | N/A     |
| Sem posição | Eric Hassli            | França        | Vancouver Whitecaps | Toronto FC       | 1–1       | Campeonato Canadense de 2012             | N/A     |
| Sem posição | Olivia Jiménez         | México        | México              | Suíça            | 2–0       | Copa do Mundo de Feminino Sub-20 de 2012 | N/A     |
| Sem posição | Gastón Mealla          | Bolívia       | Nacional Potosí     | The Strongest    | 2–2       | Campeonato Boliviano                     | N/A     |
| Sem posição | Lionel Messi           | Argentina     | Argentina           | Brasil           | 4–3       | Amistoso                                 | N/A     |
| Sem posição | Moussa Sow             | Senegal       | Fenerbahçe          | Galatasaray      | 2–2       | Campeonato Turco de 2011–12              | N/A     |

### 2013
| Posição     | Jogador             | Nacionalidade | Time     | Oponente        | Pontuação | Competição                             | % votos |
| ----------- | ------------------- | ------------- | -------- | --------------- | --------- | -------------------------------------- | ------- |
| 1º          | Zlatan Ibrahimović  | Suécia        | Suécia   | Inglaterra      | 4–2       | Amistoso                               | 48.7%   |
| 2º          | Nemanja Matić       | Sérvia        | Benfica  | Porto           | 2–2       | Primeira Liga de 2012–13               | 30.8%   |
| 3°          | Neymar              | Brasil        | Brasil   | Japão           | 3–0       | Copa das Confederações de 2013         | 20.5%   |
| Sem posição | Peter Ankersen      | Dinamarca     | Esbjerg  | Aarhus          | 5–1       | Campeonato Dinamarquês de 2013–14      | N/A     |
| Sem posição | Lisa De Vanna       | Austrália     | Sky Blue | Boston Breakers | 5–1       | Campeonato Americano Feminino de 2013  | N/A     |
| Sem posição | Antonio Di Natale   | Itália        | Udinese  | Chievo          | 3–1       | Serie A de 2012–13                     | N/A     |
| Sem posição | Panagiotis Kone     | Grécia        | Bologna  | Napoli          | 2–3       | Serie A de 2012–13                     | N/A     |
| Sem posição | Louisa Nécib        | França        | Lyon     | Saint-Étienne   | 5–0       | Campeonato Francês Feminino de 2012–13 | N/A     |
| Sem posição | Daniel Ludueña      | Argentina     | Pachuca  | UANL            | 2–1       | Campeonato Mexicano de 2013–14         | N/A     |
| Sem posição | Juan Manuel Olivera | Uruguai       | Náutico  | Sport Recife    | 2–0       | Copa Sul-Americana de 2013             | N/A     |

### 2014
| Posição     | Jogador            | Nacionalidade | Time                | Oponente          | Resultado | Competição                              | % votos |
| ----------- | ------------------ | ------------- | ------------------- | ----------------- | --------- | --------------------------------------- | ------- |
| 1º          | James Rodríguez    | Colômbia      | Colômbia            | Uruguai           | 2–0       | Copa do Mundo de 2014                   | 42%     |
| 2°          | Stephanie Roche    | Irlanda       | Peamount United     | Wexford Youths    | 2–0       | Campeonato Irlandês Feminino de 2013–14 | 33%     |
| 3º          | Robin van Persie   | Países Baixos | Países Baixos       | Espanha           | 5–1       | Copa do Mundo de 2014                   | 11%     |
| Sem posição | Tim Cahill         | Austrália     | Austrália           | Países Baixos     | 2–3       | Copa do Mundo de 2014                   | N/A     |
| Sem posição | Diego Costa        | Espanha       | Atlético Madrid     | Getafe            | 7–0       | Campeonato Francês de 2013–14           | N/A     |
| Sem posição | Marco Fabián       | México        | Cruz Azul           | Puebla            | 1–0       | Campeonato Mexicano de 2013–14          | N/A     |
| Sem posição | Zlatan Ibrahimović | Suécia        | Paris Saint-Germain | Bastia            | 4–0       | Campeonato Francês de 2013–14           | N/A     |
| Sem posição | Pajtim Kasami      | Suíça         | Fulham              | Crystal Palace    | 4–1       | Campeonato Inglês de 2013–14            | N/A     |
| Sem posição | Camilo Sanvezzo    | Brasil        | Vancouver Whitecaps | Portland Timbers  | 2–2       | Campeonato Americano de 2013            | N/A     |
| Sem posição | Hisato Satō        | Japão         | Sanfrecce Hiroshima | Kawasaki Frontale | 2–1       | Campeonato Japonês de 2014              | N/A     |

### 2015
| Posição     | Nacionalidade       | Jogador        | Time           | Oponente            | Resultado | Competição                                                   | % votos |
| ----------- | ------------------- | -------------- | -------------- | ------------------- | --------- | ------------------------------------------------------------ | ------- |
| 1º          | Wendell Lira        | Brasil         | Goianésia      | Atlético Goianiense | 2–1       | Campeonato Goiano de 2015                                    | 46.7%   |
| 2º          | Lionel Messi        | Argentina      | Barcelona      | Athletic Bilbao     | 3–1       | Copa Espanhola de 2015                                       | 33.3%   |
| 3º          | Alessandro Florenzi | Itália         | Roma           | Barcelona           | 1–1       | Liga dos Campeões de 2015–2016                               | 7.1%    |
| Sem posição | Carli Lloyd         | Estados Unidos | Estados Unidos | Japão               | 5–2       | Copa do Mundo Feminino de 2015                               | N/A     |
| Sem posição | Philippe Mexès      | França         | Milan          | Inter Milan         | 1–0       | Mundial de Clubes de 2015                                    | N/A     |
| Sem posição | Carlos Tevez        | Argentina      | Juventus       | Parma               | 7–0       | Campeonato Italiano de 2014–15                               | N/A     |
| Sem posição | Chory Castro        | Uruguai        | Real Sociedad  | Deportivo La Coruña | 1–1       | Campeonato Espanhol de 2014–15                               | N/A     |
| Sem posição | Marcel Ndjeng       | Camarões       | SC Paderborn   | Bolton Wanderers    | 4–1       | Amistoso                                                     | N/A     |
| Sem posição | David Ball          | Inglaterra     | Fleetwood Town | Preston North End   | 2–2       | Football League One de 2015–16                               | N/A     |
| Sem posição | Esteban Ramírez     | Costa Rica     | Herediano      | Deportivo Saprissa  | 3–2       | Temporada de inverno do Campeonato Costarriquenho de 2014-15 | N/A     |

## Prêmios vencidos por nacionalidade
| País          | Vitória(s) | Ano(s)           |
| ------------- | ---------- | ---------------- |
| Brasil        | 3          | 2011, 2015, 2023 |
| Argentina     | 2          | 2021, 2024       |
| Portugal      | 1          | 2009             |
| Turquia       | 1          | 2010             |
| Eslováquia    | 1          | 2012             |
| Suécia        | 1          | 2013             |
| Colômbia      | 1          | 2014             |
| Malásia       | 1          | 2016             |
| França        | 1          | 2017             |
| Egito         | 1          | 2018             |
| Hungria       | 1          | 2019             |
| Coreia do Sul | 1          | 2020             |
| Polónia       | 1          | 2022             |

## Jogadores mais indicados
| Jogador            | Indicações |
| ------------------ | ---------- |
| Lionel Messi       | 7          |
| Neymar             | 5          |
| Zlatan Ibrahimović | 4          |

## Galeria

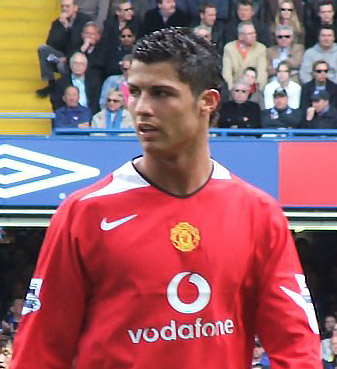
2009: Cristiano Ronaldo
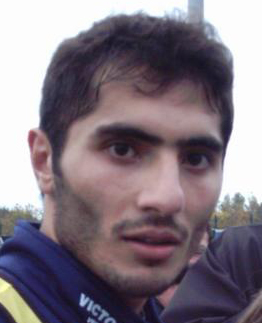
2010: Hamit Altıntop
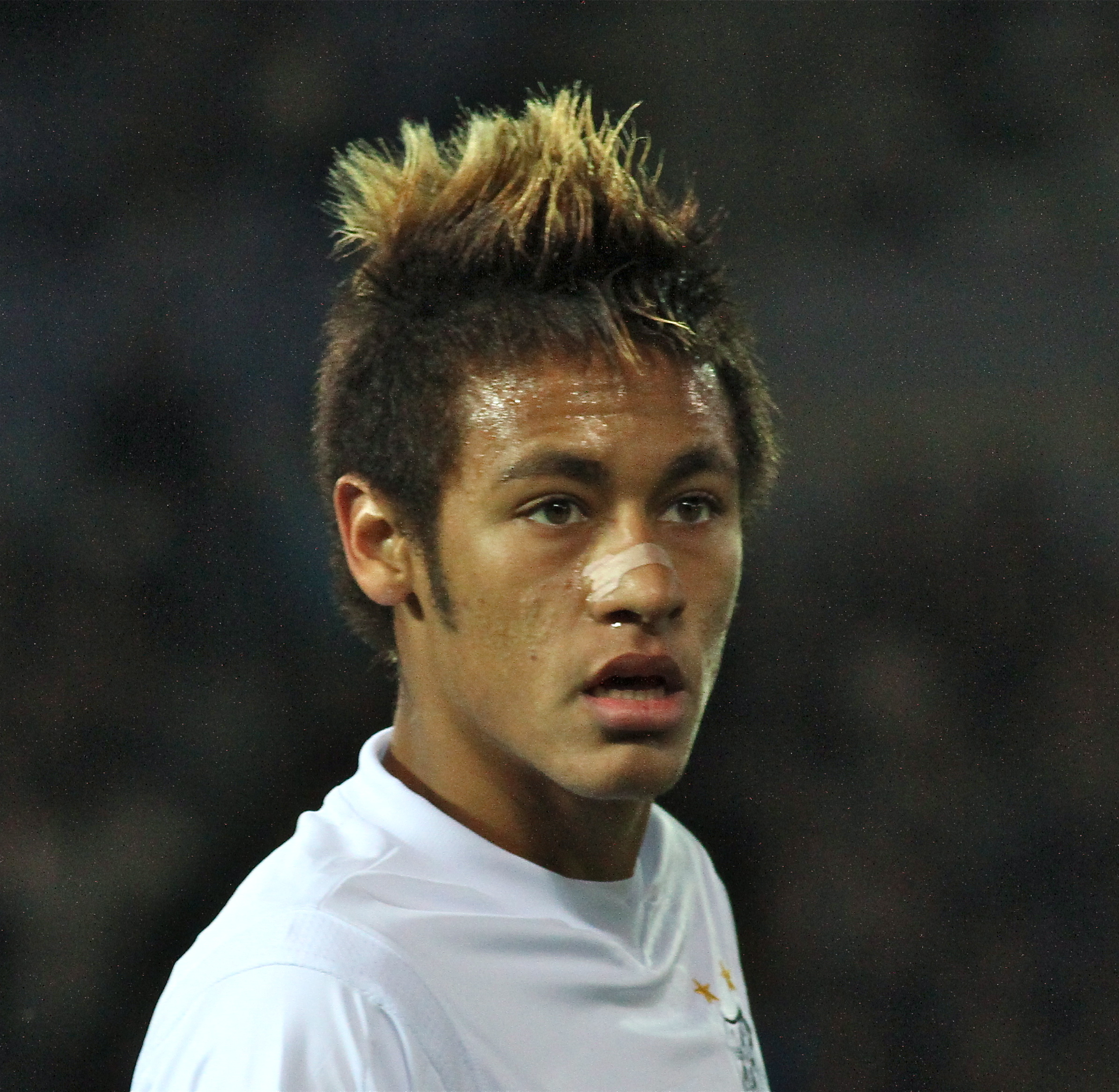
2011: Neymar
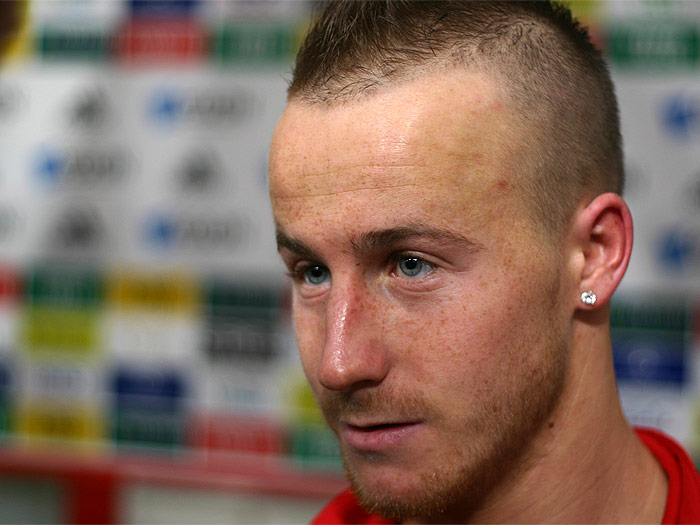
2012: Miroslav Stoch
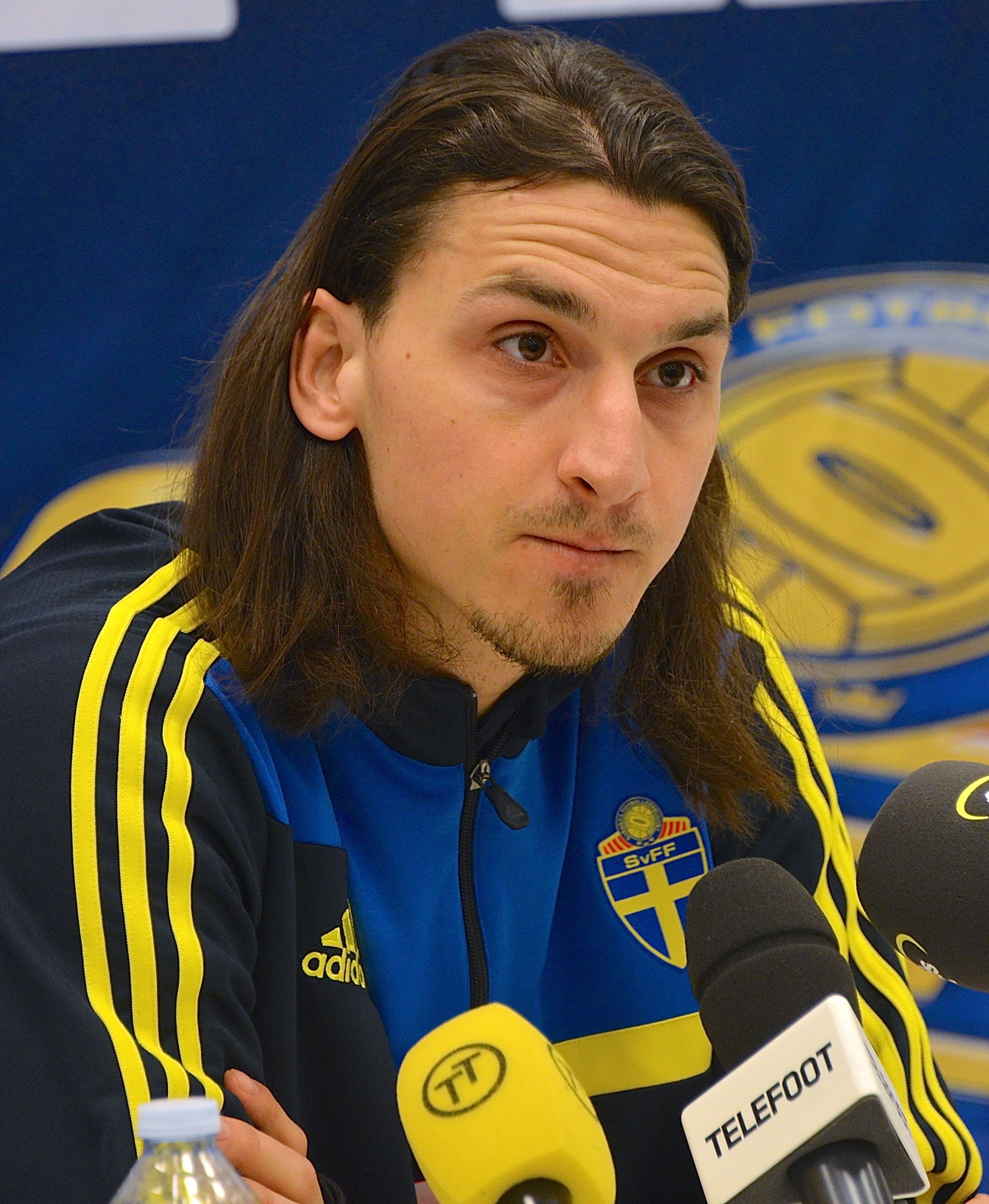
2013: Zlatan Ibrahimović
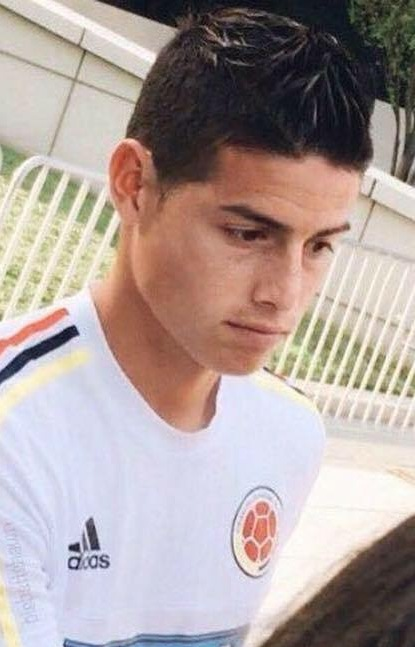
2014: James Rodríguez